# Kaiserstraße 49 (Mönchengladbach)

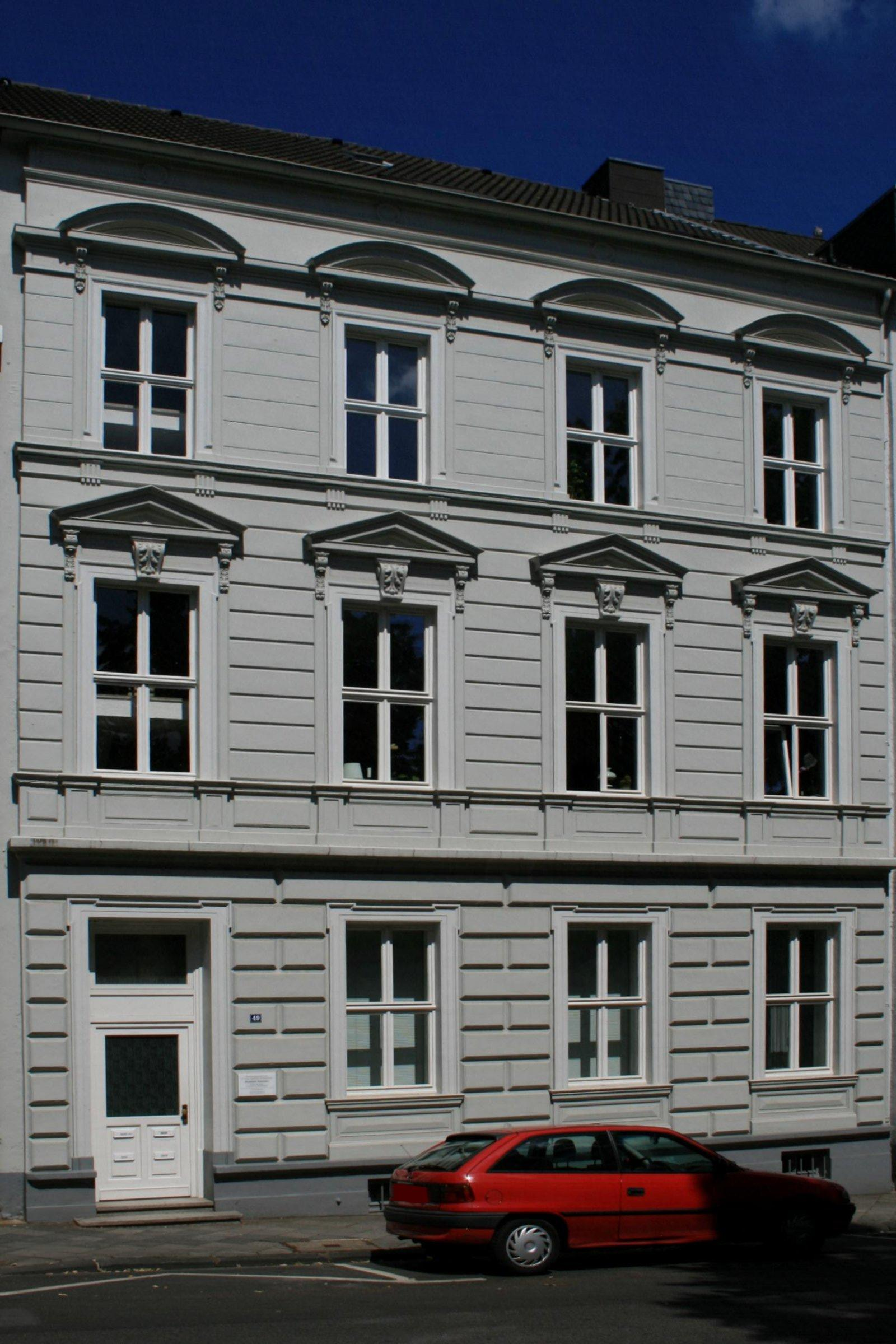
Wohnhaus (2010)

Das Wohnhaus Kaiserstraße 49 steht in Mönchengladbach (Nordrhein-Westfalen).
Das Gebäude wurde um die Jahrhundertwende erbaut. Es wurde unter Nr. K 005 am 4. Dezember 1984 in die Denkmalliste der Stadt Mönchengladbach eingetragen.

## Architektur
Es handelt sich um ein dreigeschossiges Vier-Fenster-Haus des Historismus. Baujahr 19. Jahrhundert. Der Hauseingang ist linksseitig.